# Gmina Čajetina
Gmina Čajetina (serb. Opština Čajetina / Општина Чајетина) – gmina w Serbii, w okręgu zlatiborskim. W 2018 roku liczyła 14 564 mieszkańców.